# Trochochaetidae
Trochochaetidae ist der Name einer Familie in weichen Sedimenten lebender Vielborster (Polychaeta), von der 13 Arten in 2 Gattungen in Meeren weltweit als Detritusfresser zu finden sind.

## Merkmale
Die Trochochaetidae haben ein Paar Palpen mit Wimperrinnen und als kennzeichnendes Merkmal innerhalb der Spionida einästige Parapodien an den mittleren Segmenten. Das Prostomium ist vorn gerundet und trägt bei manchen Arten eine einzelne Mittelantenne. Die Nuchalorgane haben die Form bewimperter Rinnen an der hinteren Verlängerung des Prostomiums. Das erste Segment trägt nach vorn ausgerichtete, zweiästige Parapodien, ähnelt aber im Übrigen den nachfolgenden borstentragenden Segmenten. Die Parapodien an mehreren Segmenten in der Mitte des Körpers haben nur Neuropodien mit den dazugehörigen Borsten, während der Lappen des Notopodiums zu einem kleinen Cirrus reduziert ist. Dorsale und ventrale Cirren fehlen ebenso wie Tentakel-Cirren und Kiemen, doch können am Pygidium zahlreiche Cirren und auch einziehbare Cirren vorhanden sein. Die Tiere haben keine Aciculae. Sämtliche Borsten sind einfach und können kapillarförmig oder stachelförmig ausgeprägt sein.
Die beweglichen Neuropodien-Borsten in der Thoraxregion der Tiere dienen offenbar der Fortbewegung im Wohngang, in dessen Wand sie Halt finden. Der vordere Teil des Abdomens kann abgeflacht werden und bewegt sich auf und ab, so dass er im Wohngang eine Wasserströmung erzeugt. Der hintere Teil des Abdomens enthält dagegen die Keimzellen und Geschlechtsausgänge sowie an den Notopodien ausfahrbare Stacheln.

## Verbreitung und Lebensraum
Die Trochochaetidae sind in Meeren weltweit von den Ufern bis in Tiefen von mindestens 3000 m verbreitet. Die Tiere leben in weichen Sedimentböden, wo sie komplexe Gänge graben und deren Wände mit Schleim auskleiden.

## Entwicklungszyklus
Die Trochochaetidae sind getrenntgeschlechtlich. Bei zwei Arten sind die frei schwimmenden, mit langen, zur weiten Verbreitung geeigneten Borsten versehenen Larven bekannt, die sich in einem Fall von Plankton und im anderen von Dotter ernähren.

## Lebensweise
Die Trochochaetidae leben im Sediment in selbst gegrabenen Wohngängen, die sie mit Schleim auskleiden und in denen sie einen Wasserstrom aufrechterhalten. Sie ernähren sich als Filtrierer oder weiden Detritus von der Substratoberfläche ab, wozu sie ihre oberhalb der Sedimentoberfläche gehaltenen Palpen verwenden. Die an diesen befindlichen Wimperrinnen befördern die Nahrungspartikel zum Mund.

## Gattungen
Anders Sandöe Örsted beschrieb 1844 die Gattung Disoma und die Typusart Disoma multisetosum, die allerdings auf Grund einer Homonymie später den 1884 von Georg M. R. Levinsen vergebenen Namen Trochochaeta erhielt. Die von diesem beschriebene Typusart Trochochaeta sarsi stimmte allerdings mit Disoma multisetosum überein, sodass später der Artname Trochochaeta multisetosa für diese Art gültig wurde. Noch auf Grund des alten Gattungsnamens Disoma und unter Nennung des neuen Gattungsnamens Trochochaeta als Synonym stellte Félix Mesnil 1897 die Familie Disomidae mit den Gattungen Disoma und Poecilochaetus auf. 1963 gab Marian Hope Pettibone auf Grund der Homonymie des Namens Disoma der Familie den neuen Namen Trochochaetidae, doch errichtete Lennart Hannerz 1956 eine eigene Familie Poecilochaetidae mit der einzigen Gattung Poecilochaetus, sodass die Gattung Trochochaeta die einzige Gattung der nunmehr monogenerischen Familie Trochochaetidae wurde. Inzwischen wird jedoch eine weitere Gattung anerkannt.
Zur Familie Trochochaetidae werden folgende 2 Gattungen gezählt:
- Cherusca Müller, 1858 (1 Art, Cherusca nitens Müller, 1858)
- Trochochaeta Levinsen, 1884 (12 Arten)